# Vladimír Šrámek (lední hokejista)
Vladimír Šrámek (14. července 1943 – 3. června 2007) byl český hokejový brankář.

## Hokejová kariéra
V československé lize chytal za CHZ Litvínov. V letech 1965–1968 odchytal 3 ligové sezóny. V roce 1980, kdy neočekávaně nastoupil Jan Hrabák na vojenskou službu, byl ve 37 letech znovu povolán do ligového týmu jako dvojka za Miroslavem Kapounem a nastoupil v 1 utkání. Celkem v lize nastoupil ve 35 utkáních. V nižších soutěžích chytal za během vojenské služby za VTJ Dukla Nitra a dále za Slovan Louny.

## Klubové statistiky
| 1965/1966 | CHZ Litvínov | 1. liga | 29 | 4,31 | – |
| 1966/1967 | CHZ Litvínov | 1. liga | 4  | 3,25 | – |
| 1967/1968 | CHZ Litvínov | 1. liga | 1  | 3,00 | – |
| 1980/1981 | CHZ Litvínov | 1. liga | 1  | –    | – |